# 線紋擬棘鯛
線紋擬棘鯛（学名：Centroberyx lineatus）為輻鰭魚綱金眼鯛目金眼鯛亞目金眼鯛科的其中一種，分布於馬達加斯加及西太平洋區，從日本至澳洲海域，棲息深度15-280公尺，體長可達46公分，棲息在大陸棚及大陸坡，屬肉食性，可做為食用魚。
其种加词“Lineatus”意为“有线纹的”。